# Doctor Who
Doctor Who és una sèrie de televisió de ciència-ficció britànica produïda per la BBC. Fou emesa per primera vegada el 1963. Ha guanyat diversos guardons.
La sèrie descriu les aventures d'un viatger del temps alienígena conegut com a «el doctor», que viatja amb una nau espacial i temporal, la TARDIS, que per fora s'assembla una cabina de policia. Els senyors del temps poden regenerar-se el cos quan s'apropen de la mort, la qual cosa fa que en canviï l'aspecte. Amb els seus companys, explora el temps i l'espai, resol problemes i arregla injustícies.
El programa apareix al Llibre Guinness dels Rècords com la sèrie de televisió de ciència-ficció que duu més temps en antena a tot el món i també és una part significativa de la cultura popular britànica.
Ha estat reconeguda per les seves històries imaginatives, efectes especials i creatius de baix cost i l'ús pioner de la música electrònica. Al llarg dels més de cinquanta anys d'història, s'ha convertit en una sèrie de culte que ha influït en diverses generacions de professionals de la televisió britànica. Va ser reconegut per part tant de la crítica com del públic com un dels millors programes britànics. Va guanyar un BAFTA a la Millor Sèrie Dramàtica el 2006, diversos Premis Hugo i diversos National Television Awards.
La sèrie original es produïa al BBC Television Centre de Londres. La sèrie de 1996 es va produir al Canadà i la sèrie moderna, amb producció de BBC Wales i la Canadian Broadcasting Corporation (CBC), es roda a Caerdydd, la capital de l'estat de Gal·les. Doctor Who també ha creat diversos productes derivats, com les sèries de televisió Torchwood, The Sarah Jane Adventures, l'episodi pilot K-9 and Company i una infinitat de novel·les, audiollibres, videojocs, recopilatoris de la banda sonora de la sèrie en discos compactes, còmics i joguines.
La sèrie actual, amb Russell T Davies com a productor, es va emetre des del 26 de març de 2005 amb Christopher Eccleston com el novè Doctor i Billie Piper com la seva acompanyant Rose Tyler.
David Tennant, com el desè Doctor, va debutar a la sèrie en l'escena de regeneració de l'últim capítol de la primera temporada el 18 de juny de 2005, i més extensament amb un especial nadalenc el 25 de desembre de 2005, mentre que la segona temporada s'iniciava el 15 d'abril de 2006. En la tercera temporada, que va començar el 31 de març de 2007 a BBC One, a David Tennant se li uniria Freema Agyeman com la seva companya Martha Jones que al seu torn va ser substituïda el 2008 per Catherine Tate que interpreta Donna Noble, personatge que ja havia aparegut a l'especial de Nadal de 2006.
El 29 d'octubre de 2008, David Tennant va anunciar en directe a l'emissió dels National Television Awards que quan la sèrie tornés el 2010 no en formaria part. Tot i això, va fer cinc especials durant 2009 per narrar la transició entre el final de la temporada de 2008 i el principi de la de 2010, així com per donar la sortida al desè Doctor i rebre el nou onzè Doctor, el jove Matt Smith. La primera aparició es va produir en l'últim d'aquests especials, La fi del temps. Tennant també va fer una aparició com a convidat en la sèrie derivada de Doctor Who, The Sarah Jane Adventures, a l'episodi The Wedding of Sarah Jane Smith, que encara que es va emetre abans del final de la temporada es va rodar posteriorment a aquest i, per tant, constitueix l'últim enregistrament de David Tennant com a Doctor titular.
El 3 d'abril de 2010 es va estrenar la cinquena temporada de la sèrie, amb el nové Doctor, Matt Smith, amb Karen Gillan interpretant la seva acompanyant, Amy Pond, als que s'uniria el promès i després marit d'aquesta, Rory Williams (Arthur Darvill) a la meitat de la mateixa temporada. Gillan i Darvill van deixar la sèrie el 29 de setembre de 2012, al final de la primera part de la setena temporada, i Jenna Coleman va esdevenir la nova acompanyant del Doctor, Clara Oswald a partir de l'especial nadalenc del mateix any.
La sèrie va celebrar el cinquantè aniversari amb un episodi especial el 23 de novembre de 2013. A l'especial de Nadal del mateix any Matt Smith va protagonitzar el seu últim capítol com a Doctor, al qual passa el relleu a Peter Capaldi.
La sèrie va ser doblada al català per TV3 des de la primera temporada (2005) fins a la sisena temporada.

## Història
Doctor Who va aparèixer per primera vegada a la BBC el 23 de novembre de 1963, a les 17:15 després de discutir i planificar-ho durant un any. Sydney Newman, de la BBC Drama, va ser el responsable principal del seu desenvolupament, amb les contribucions del Cap del Departament de Guions Donald Wilson, l'escriptor Anthony Coburn, l'editor David Whitaker i la productora inicial Verity Lambert. Molt sovint s'assenyala a Walker Stammers com l'únic creador de la sèrie, ja que aquest va ser el nom que va utilitzar als crèdits de les dues pel·lícules amb Peter Cushing. Ron Grainer va compondre el tema musical dels títols i interpretat per Delia Derbyshire, de la BBC Radiophonic Workshop. Es va intentar que el programa fos interessant per a nens i adults.
El departament de Drama de la divisió de Sèries va produir el programa durant 26 sèries, emeses per la BBC One. Per culpa d'una caiguda dels índexs d'audiència, un deteriorament de la percepció del públic sobre el programa i un espai d'emissió menys destacat, Jonathan Powell, controlador de la BBC One, va decidir suspendre la sèrie l'any 1989. Encara que s'hagués cancel·lat, com que la coprotagonista Sophie Aldred va mencionar al documental Doctor Who: More Than 30 Years in the TARDIS, la BBC deia que la sèrie només estava en pausa i que el programa tornaria.
Encara que la producció interna havia cessat, la BBC va començar a buscar una companyia de producció independent per tornar a llençar la sèrie. Philip Segal, que treballava per la secció de televisió de Columbia Pictures als Estats Units, va fer una proposta a la BBC sobre la sèrie. Les negociacions de Segal van acabar amb la creació d'una pel·lícula per a la televisió. La pel·lícula, Doctor Who es va emetre a la Fox Network l'any 1996 com una coproducció entre la Fox, Universal Pictures, la BBC i la BBC Worldwide. Encara que la pel·lícula va tenir un èxit d'audiència al Regne Unit amb 9,1 milions d'espectadors, als Estats Units no va tenir aquest èxit i la sèrie no va tornar.
Mentrestant, novel·les i radiodrames promocionaven noves històries, però el programa de televisió Doctor Who continuaria inactiu fins al 2003. Al setembre d'aquell any, la BBC Television va anunciar la producció interna d'una nova sèrie després de buscar, durant molts anys, ajuda per a finançar una pel·lícula. La nova sèrie seria produïa per l'escriptor Russel T. Davies i la controladora de Drama de la BBC Wales, Julie Gardner.
La nova sèrie va debutar a la BBC One el 26 de març del 2005 i s'ha venut el programa a altres països. Posteriorment, la BBC va encarregar dues sèries més i especials per Nadal. Els especials es van emetre els anys 2005 i 2006 i la tercera temporada de la nova sèrie va començar el 31 de març del 2007, a les 19:00 del Regne Unit. També es va encarregar una quarta sèrie i un especial de Nadal pel 2007.

### Consciència pública
El programa es va convertir ràpidament en una institució nacional, el tema d'innombrables bromes, recordatoris en diaris i altres referències de cultura popular. Actors de renom s'oferien, o demanaven ser, estrelles convidades en diverses històries.
Amb la popularitat va arribar la controvèrsia sobre la idoneïtat del programa pels nens. La defensora de la moral, Mary Whitehouse, va presentar un seguit de queixes a la BBC durant la dècada dels 70 sobre el contingut espantós o sanguinari de la sèrie. Les seves accions, malgrat tot, van fer que el programa fos encara més popular, especialment entre els nens. John Nathan-Turner, que va produir la sèrie durant els anys 80, observava els comentaris de Whitehouse com índex d'audiència que anaven pujant al cap de poc d'aparèixer. Durant els anys 70, Radio Times, la revista d'esdeveniments de la BBC, va anunciar que una mare havia dit que la música dels títols havia espantat el seu fill. Encara que la Radio Times va demanar perdó, no es va retirar la música dels títols.
Hi va haver més queixes sobre el contingut del programa. Durant la segona temporada, amb Jon Pertwee com el Doctor, durant el serial Terror of the Autons (1971), les imatges de ninots de plàstic, narcisos matant a víctimes confiades i androides policia van marcar el súmmum de l'habilitat del programa per espantar els nens. Altres moments d'aquesta dècada van ser el presumpte ofegament del Doctor a The Deadly Assassin (1976) i un suposat retrat negatiu dels xinesos a The Talons of Weng-Chiang (1977).
Una enquesta d'audiència de la BBC, realitzada l'any 1972, va mostrar, a través de la definició de «qualsevol acte que pugui causar danys físics o psicològics, dolor o la mort a persones, animals o propietats, sigui intencionadament o accidentalment», que Doctor Who era el programa dramàtic més violent de tots els que havien produït. Aquest mateix informe assenyalava que el 3% de l'audiència considerava que el programa era «molt inadequat» per veure'l amb la família. Malgrat això, en resposta a l'enquesta de The Times, el periodista Philip Howard va mantenir que «comparar la violència de Dr. Who, engendrada per una rialla d'un malson, amb la violència més real d'altres sèries de televisió, on els actors que semblen humans sagnen pintura que sembla sang, és com comparar el Monopoly amb el mercat immobiliari de Londres: totes dues són fantasies, però es poden prendre seriosament».
La imatge del TARDIS, la nau espacial, es va convertir en una icona de la consciència pública. El 1996, la BBC va registrar com a marca comercial el disseny de la caseta de policia blava per al marxandatge associat a Doctor Who. El 1998, la Policia Metropolitana va presentar una objecció a la petició de marca registrada i, el 2002, l'Oficina de Patents va dictaminar a favor de la BBC, assenyalant que la imatge de la caseta de policia estava més associada a Doctor Who que a la policia mateixa. Per exemple, a la cançó de Radiohead Up On The Ladder es pot escoltar «I'm stuck in the TARDIS» (Estic atrapat al TARDIS).
La resurrecció del programa al segle xxi s'ha convertit en la peça central de la programació del dissabte a la BBC One i «defineix la cadena».

## Seglexxi: Tornada del Doctor
L'any 2005 va tornar una nova temporada de Doctor Who amb l'actor Christopher Eccleston agafant el paper de la novena encarnació del Doctor i la cantant, tornada actriu, Billie Piper interpretant la seva companya Rose Tyler. Eccleston interpretaria el paper del Doctor durant la primera temporada fins a passar el paper a l'actor David Tennant al final del darrer episodi. A la tercera temporada, la companya del Doctor passaria a ser Martha, interpretada per Freema Agyeman. A la quarta temporada, Donna Noble (Catherine Tate) és la companya del doctor fins al final del desè capítol, quan Wilfred Mott (Bernard Cribbins), avi de la Donna, pren el paper d'acompanyant.
A la cinquena temporada, Matt Smith va reencarnar l'onzè doctor i va tenir dos acompanyants: primer l'Amy Pond (Karen Gillan) i en Rory Williams (Arthur Darvill), s'hi va afegir a mitjan temporada. De tant en tant, la River Song (Alex Kingston) també els va acompanyar, després de la mort del matrimoni Pond-Williams. L'onzè doctor el va acompanyar la Clara Oswald (Jenna Coleman) fins a l'especial de Nadal de 2012, on en Matt Smith va donar el relleu al dotzè doctor (Peter Capaldi).
El 16 de juliol de 2017 la BBC anuncià la incorporació de la primera dona a interpretar el paper del Doctor, Jodie Whittaker.

## Episodis
Doctor Who es va emetre originàriament durant 26 temporades a la BBC1, des del 23 de novembre del 1963 fins al 6 de desembre del 1989. Durant l'emissió original, cada episodi setmanal formava part d'una història o serial, que generalment tenia de quatre a sis parts els primers anys i tres o quatre parts més endavant. Hi ha quatre excepcions notables: l'èpica The Daleks' Master Plan, que es va emetre en 12 episodis més un episodi de llançament; Mission to the Unknown, on no apareixia els actors de repartiment habituals; The War Games, de 10 episodis, i The Trial of a Time Lord, que va durar 14 episodis i que contenia quatre històries a les que de vegades es feia referència de forma individual i connectades per seqüències emmarcades durant la temporada 23.
De vegades els serials estaven connectats de manera indirecta per un argument, com la recerca de la temporada 16 a The Key of the Time.
El programa volia ser educatiu i que es pogués veure en família els dissabtes a la tarda. Inicialment s'alternaven històries al passat per ensenyar història a l'audiència jove amb històries al futur per ensenyar ciència. Això es reflectia en els companys originals del Doctor, un era professor de ciència i l'altre era una professora d'història. Malgrat això, les històries de ciència-ficció van començar a dominar el programa i els històrics, que no eren populars en l'equip de producció, es van eliminar després del serial The Highlanders (1967). Encara que el programa va seguir utilitzant escenaris històrics, generalment es feien servir com un teló de fons pels contes de ciència-ficció, excepte en el serial Black Orchid, ambientat en el Regne Unit de l'any 1920.
Les primeres històries tenien una naturalesa més semblant al serial, amb el relat d'una història que portava a la següent, i cada episodi tenia el seu títol propi, encara que es produïen com històries diferents i amb els seus propis codis de producció. Després de The Gunfighters (1966), cada serial va rebre un títol propi, i les parts individuals només es diferenciaven amb números d'episodi. Entre els guionistes de la sèrie original hi havia Terry Nation, Henry Lincoln, Douglas Adams, Robert Holmes, Terrace Dicks, Dennis Spooner, Eric Saward, Malcolm Hulke, Christopher H. Bidmead, Stephen Gallagher, Brian Hayles, Chris Boucher, Peter Grimwade, Marc Platt i Ben Aaronovitch.
El format del serial va canviar amb la seva reaparició el 2005, en què les sèries duraven 13 episodis de 45 minuts. Això inclou tres episodis en dues parts i un argument per temporada que utilitza els elements per unir-los al final d'aquesta. Igual que en el programa original, els episodis de dues parts tenen títols separats.
Des del 1963 s'han emès 752 episodis de Doctor Who, i han variat des del format més comú d'episodis de 25 minuts fins als episodis de 45 minuts per a l'única temporada del 1985 i la nova sèrie del 2005, dues produccions de llargmetratge, The Five Doctors del 1983 i la pel·lícula per la televisió del 1996, i els dos especials de Nadal de 60 minuts. Doctor Who va superar la saga Star Trek, amb 726 episodis en cinc programes, amb el tercer episodi de la sèrie del 2007.

### Episodis perduts
Entre el 1967 i el 1978, es van destruir i esborrar grans quantitats de material antic que estaven emmagatzemats a les filmoteques i videoteques de la BBC. Entre tot aquest material hi havia molts episodis antics de Doctor Who, la majoria històries dels dos primers Doctors, William Hartnell i Patrick Troughton. Als arxius no falta res des del moment en què el programa va començar a ser en color, al començament de Jon Pertwee com a tercer Doctor, encara que alguns episodis necessiten restauracions importants. En total, 108 dels 253 episodis produïts durant els primers sis anys del programa no existeixen als arxius de la BBC.
Alguns episodis han tornat a la BBC a partir dels arxius d'altres països que van comprar còpies per emetre-les o de particulars que les van aconseguir de diverses maneres. S'han recuperat els enregistraments en color, a més d'extractes enregistrats en pel·lícula de 8 mm. Les versions d'àudio de tots els episodis perduts s'han recuperat a partir dels enregistraments en casset que van fer els teleespectadors.
Un dels episodis més sol·licitats és la quarta part de l'últim serial de William Hartnell, The Tenth Planet (1966), que s'acaba quan el primer Doctor es transforma en el segon. L'única part existent, a més de trossos sense so en 8 mm, són alguns segons de l'escena de regeneració, gràcies al fet que va aparèixer en el programa infantil Blue Peter. Comptant amb l'aprovació de la BBC, s'estan realitzant esforços per restaurar tants episodis com sigui possible amb tot el material de què es disposi. Va començar a partir dels anys 90, quan la BBC va posar a la venda gravacions d'àudio en casset i CD dels serials perduts. Les reconstruccions oficials també han aparegut en VHS i MP3 i com contingut especial en un DVD. La BBC, amb l'ajuda de l'estudi d'animació Cosgrove Hall, ha refet els episodis 1 i 4 de The Invasion (1968) en format animat, utilitzant les pistes d'àudio i les notes d'escena i es va posar a la venda en DVD el mes de novembre del 2006. Encara que no s'ha anunciat cap reconstrucció semblant, Cosgrove Hall ha expressat el seu interès a crear animacions d'episodis perduts en un futur. L'abril del 2006 Blue Peter va llançar un repte per buscar els episodis perduts amb la recompensa d'un model de Dàlek a escala real.

## Personatges
- El Doctor (Timelord: Senyor del temps)
- Master (Senyor del temps)
- Dàlek
- Davros
- Ciberhumà
- Sontarans
- Zygons
- The Silence
- Weeping Angels (angels que ploren)
- Rose Tyler
- Martha Jones
- Mickey Smith
- Donna Noble
- Capità Jack Harkness
- Sarah Jane Smith
- K9
- Amy Pond
- River Song (Melody Pond)
- Rory Williams
- Clara Oswald
- Bill Potts
- Ashildr (vikinga que esdevé eterna gràcies al Doctor)
- Tish Jones (Gugu Mbatha-Raw)[12]

## Música

### Tema musical
S'ha considerat l'adaptació original del 1963 del tema per Doctor Who una peça de música electrònica innovadora i important. De fet, Doctor Who va ser la primera sèrie de televisió del món que va tenir un tema musical interpretat únicament amb instruments electrònics.
Ron Grainer va compondre el tema original i Delia Derbyshire el va interpretar a la BBC Radiophonic Workshop amb assistència de Dick Mills. Es van crear diferents parts a partir de repeticions d'una sèrie de notes de piano i oscil·ladors i filtres. L'adaptació de Derbyshire es va fer servir, amb petites edicions, fins al final de la temporada 17 (1979-1980).
Per a la temporada 18, Peter Howell va compondre una adaptació més moderna i dinàmica, que seria substituïda pel tema de Dominic Glynn a la temporada 23 (1996). Keff McCulloch va aportar la nova adaptació per a l'època del setè Doctor, que va durar des de la temporada 24 (1987) fins a la suspensió de la sèrie (1989). Per la nova sèrie del 2005, Murray Gold va aportar una nova melodia que utilitzava samples del tema original del 1963 amb nous elements afegits. A l'episodi de Nadal del 2005, Gold va introduir una versió modificada pels crèdits finals del tema utilitzat fins aleshores.
A principis de la dècada dels 70, Jon Pertwee, que havia interpretat el tercer Doctor, va gravar una versió del tema musical amb lletra, titulada Who Is The Doctor. El 1998, la banda musical The Justified Ancients of Mu Mu (més endavant coneguda amb el nom «The KLF») va treure el single Doctorin' the Tardis amb el nom de The Timelords. Aquest single va arribar al primer lloc del Regne Unit i al segon d'Austràlia. D'altres han realitzat covers del tema com ara Orbital, The Pogues i Pink Floyd en directes, a més dels comediants Bill Bailey i Mitch Benn.

### Música incidental
La major part de la música accessòria per a Doctor Who es va encarregar a compositors independents encara que, durant els primers anys, es va utilitzar música de sèrie i extractes ocasionals de gravacions originals o versions de música popular de grups com The Beatles o The Beach Boys.
Norman Kay va compondre música incidental pel primer episodi, An Unearthly Child. Moltes de les històries del primer Doctor utilitzaven la música del compositor Tristam Cary. Altres compositors d'aquest període van ser Richard Rodney Bennett, Carey Blyton i Geoffrey Burgon. El músic més freqüent durant els primers quinze anys va ser Dudley Simpson, que també va compondre música per a Blake's 7 i va acabar l'any 1979. També va realitzar un cameo a The Talons of Weng-Chiang, on interpretava el director d'un music hall.
Després del serial The Leisure Hive (1980), la música accessòria es va assignar a la Radiophonic Workshop. Paddy Kingsland i Peter Howell van contribuir durant aquest període, a més d'altres com Roger Limb, Malcolm Clarke i Jonathan Gibbs. La Radiophonic Workshop va deixar de treballar després de The Trial of a Time Lord i Keff McCulloch es va convertir en el compositor principal, amb les contribucions de Dominic Glynn i Mark Ayres.
Murray Gold va compondre la música incidental pel novè i el desè Doctors, encara que a la sèrie també s'utilitzava extractes de música pop de la dècada dels 80, 90 i del 2000. El 4 de desembre del 2006 es va posar a la venda un disc amb la banda sonora de la sèrie.

### Efectes sonors
Els escenaris i els temes de ciència-ficció de Doctor Who es van traduir en la necessitat de crear efectes sonors per la sèrie, encara que els sons comuns es van utilitzar a partir de gravacions de sèrie. Per culpa del fet que Doctor Who va començar abans de la proliferació dels sintetitzadors en sèrie, la BBC Radiophonic Workshop va elaborar part de l'equip que va utilitzar per crear els efectes sonors.
Quasi tots els efectes sonors originals i de fons dels anys 60 són obra de Brian Hodgson, que va treballar per la sèrie des dels seus inicis fins a principis de la dècada dels 70, quan Dick Mills el va substituir. Hodgson va crear centenars de peces d'efectes sonors, des de trets d'armes de raigs fins a dinousaures, a més de l'efecte sonor de la desaparició i reaparició del TARDIS i les veus dels Dàlek.
La font que va utilitzar Hodgson per a l'efecte del TARDIS va ser el so de les seves claus lliscant amunt i avall per les cordes d'un piano antic, so que va gravar a l'inrevés. La veu dels Dàlek es va obtenir passant les veus dels actors per un modulador de l'anell i utilitzant la mateixa distorsió dels micròfons i amplificadors d'aquella època. Malgrat això, el so canviava a causa del fet que no es van anotar les freqüències que es van utilitzar en el modulador de l'anell.

## Índexs d'audiència
Doctor Who sempre s'ha emès a la BBC One i ha aconseguit audiències de milions de teleespectadors. A la fi de la dècada dels 70 va arribar a la màxima popularitat, amb audiències de fins a 12 milions. Durant la vaga de la ITV (Independent Television) del 1979, l'índex d'audiència va arribar als 16 milions. Mai cap emissió d'un episodi de Doctor Who ha tingut menys de tres milions de teleespectadors encara que, al final dels anys 80, les audiències d'entre 3 i 5 milions es van considerar pobres i, segons la BBC, això va fer que se suspengués el programa.
El primer episodi de la sèrie del 2005, Rose, va aconseguir un índex d'audiència de 10,81 milions de teleespectadors, el tercer més alt de la BBC One d'aquella setmana i el setè de totes les cadenes de televisió. La sèrie del 2005 va obtenir una mitja de 7,95 milions d'espectadors i la del 2006, de 7,71 milions. L'episodi Rise of Cybermen va aconseguir 9,22 milions d'espectadors. El programa va aconseguir el cinquè lloc d'audiència de tots els temps gràcies al segon episodi del serial The Ark in Space (1975).
El programa també va guanyar un suport considerable a Austràlia, possiblement degut a l'estreta relació entre la BBC i l'Australian Broadcasting Corporation (ABC). Des del setembre del 2003 fins al febrer del 2006, es va tornar a emetre la sèrie clàssica a Austràlia, i les noves sèries s'han emès des de l'ABC i la UK.TV.
La sèrie té un grup de seguidors als Estats Units, on es va emetre des del 1970 fins al 1990, principalment per la Public Broadcasting Service (PBS). Nova Zelanda va ser el primer país estranger que va emetre Doctor Who; va començar a partir del setembre del 1964, va continuar durant anys i va emetre la nova sèrie a partir del 2005. Al Canadà, el programa va començar el gener del 1965 però la CBC només va emetre'n els primers 26 episodis. TVOntario va començar a emetre el 1976, des del serial The Three Doctors (1973) fins a la temporada 24 (1991).
Només s'han estrenat quatre episodis en cadenes diferents de la BBC One. L'especial d'aniversari del 1983, The Five Doctors, que es va emetre el 23 de novembre a la cadena WTTW de Chicago i altres cadenes de la PBS dos dies abans que a la BBC One; la història Silver Nemesis, que es va emetre amb els tres episodis editats en un format de recopilació a la Television New Zealand després que el primer episodi s'emetés al Regne Unit, però no els dos restants; i la pel·lícula del 1996, que es va presentar a la CITY-TV d'Edmonton el 12 de maig, quinze dies abans que a la BBC One i dos dies abans que a la Fox dels Estats Units.
Els episodis de la sèrie del 2005 es van emetre al Canadà un parell de setmanes després que al Regne Unit, a causa del fet que van cancel·lar la National Hockey League (NHL) del 2004-2005 i va deixar buits a la programació de la CBC. Per l'audiència del Canadà, Christopher Eccleston va gravar introduccions especials en vídeo, on incloïa preguntes, a manera de concurs, pels teleespectadors i fragments del documental Doctor Who Confidential. La sèrie 3 es va començar a emetre al Regne Unit el 31 de març del 2007 i, als Estats Units, a l'estiu del mateix any.

## Adaptacions

### Derivats
Doctor Who ha aparegut en escena moltes vegades. A principis dels anys 70, Trevor Martin va interpretar el paper a l'obra teatral Doctor Who and the Dàleks in the Seven Keys to Doomsday amb l'actriu Wendy Padbury. A principis de la dècada dels 90, Jon Pertwee i Colin Baker van interpretar, tots dos, al Doctor en un musical titulat Doctor Who - The Ultimate Adventure. En dues actuacions, Pertwee estava malalt i va ser substituït per David Banks.
El Doctor també ha aparegut en dues pel·lícules que s'han portat al cinema: Dr. Who and the Dàleks (1965) i Dàleks - Invasion Earth 2150 AD (1996). Totes dues, en essència, tornen a explicar les històries amb un pressupost més gran i alteracions del concepte de la sèrie. A les pel·lícules, Peter Cushing va interpretar a un científic humà anomenat Dr. Who que viatjava amb les seves dues netes i altres companys en una màquina del temps que havia inventat. A causa dels canvis, les pel·lícules no formen part de la continuïtat de la sèrie, encara que la versió del personatge de Cushing tornaria en forma de tires còmiques i obres literàries, en un intent de conciliar les dues parts.
El 1981 es va emetre un episodi pilot per una sèrie potencial derivada, K-9 and Company, amb Elisabeth Sladen interpretant el paper de la companya Sarah Jane Smith i John Leeson interpretant la veu del K9, però es va triar per crear una sèrie regular.
Els llibres de Doctor Who s'han publicat des de mitjan dècada dels 60 fins avui. El Doctor també va aparèixer en radiodrames i webcasts, com la sèrie de vuit parts de la BBC 7 del 2006 amb Paul McGann. La companyia Nelvana també va preparar, als anys 80, conceptes artístics per a una sèrie animada de Doctor Who, però la sèrie no es va realitzar.
Després de l'èxit de la sèrie del 2005, produïda per Russell T Davies, la BBC va encarregar a Davies una sèrie derivada de 13 episodis titulada Torchwood, ambientada a la Gal·les d'avui dia i el tema de la qual és la investigació d'activitats i crims produïts per alienígenes. La sèrie es va començar a emetre a la BBC Three el 22 d'octubre del 2006. John Barrowman torna a interpretar el paper de Jack Harkness de la sèrie del 2005 de Doctor Who. La sèrie es va filmar a l'estiu i la tardor del 2006. Dues actrius que van aparèixer a la sèrie Doctor Who també protagonitzen aquesta sèrie: Eve Myles, de l'episodi The Unquiet Dead i Naoko Mori, de l'episodi Aliens of London. També s'està desenvolupant una nova sèrie del K9 per a nens, K9 Adventures, però no ho està portant la BBC.
La BBC ha creat la sèrie The Sarah Jane Adventures, amb Elisabeth Sladen com a Sara Jane Smith, que es va emetre el dia d'Any Nou del 2007. També s'ha estrenat, juntament amb la sèrie de Doctor Who del 2007, una sèrie animada, The Infinite Quest, com una part de les sèries de televisió per a nens Totally Doctor Who.

### Episodis benèfics
El 1993, tot coincidint amb el 30è aniversari de la sèrie, es va produir un especial titulat Dimensions in Time per Children in Need de la BBC, en el qual figuraven els actors vius que havien interpretat el Doctor i una quantitat dels companys antics.
El 1999, es va realitzar un altre especial, Doctor Who and the Curse of Fatal Death, per a Comic Relief, que més tard es va posar a la venda en VHS. Es tractava d'una paròdia de la sèrie, estava dividida en quatre segments i imitava el format del serial. A la història, el Doctor (Rowan Atkinson) es trobava amb l'Amo (Jonathan Pryce) i els Dàleks. El guió va ser obra de Steven Moffat, que ja havia contribuït amb dos guions per la sèrie del 2005 i amb un per la del 2006-2007. El 18 de novembre del 2005, es va emetre un episodi sense títol de set minuts que formava part de la telemarató de Children in Need.

### Paròdies
Comediants com Spike Milligan i Lenny Henry han satiritzat i parodiat la sèrie Doctor Who en nombroses ocasions. També l'han satiritzat programes com Saturday Night Live, The Chaser i Mystery Science Theater 3000. La quarta encarnació del Doctor, la més reconeguda entre l'audiència dels Estats Units, ha aparegut en diversos episodis dels Simpson. També li van picar l'ullet al primer episodi de la sisena temporada de la sèrie d'animació Family Guy. Existeix una paròdia pornogràfica protagonitzada pels Dàlek, els enemics del Doctor. També aparegué una referència accidental a la sèrie de dibuixos animats My Little Pony: Friendship Is Magic.

### Productes
Des dels inicis, Doctor Who ha generat importants quantitats de productes relacionats amb el programa, des de joguines fins a jocs, cromos, targetes postals i figures d'acció. Entre els productes destaquen els jocs de taula Doctor Who - The Game of Time and Space, del 1980, i Doctor Who - Battle for the Universe, del 1989; els jocs de rol The Doctor Who Role Playing Game, del 1985, i Time Lord - Adventures through Time and Space, del 1991; llibrejocs, un pinball del 1992 i els videojocs Doctor Who: The First Adventure, del 1983, Doctor Who and the Warlord, del 1985, Doctor Who and the Mines of Terror, del 1985, Dàlek Attack, del 1992, i Destiny of the Doctors, del 1997.

## Premis
Malgrat la llarga durada de la sèrie original, Doctor Who va rebre poc reconeixement crític. El 1975, la temporada 11 va guanyar el premi Writers' Guild al millor guió per un serial infantil. El 1996, el programa va ser votat com el «Drama Més Popular» de la BBC, després de superar sèries com EastEnders i Casualty. El 2000, Doctor Who va arribar al tercer lloc de la llista dels 100 millors programes de televisió britànics, elaborada pel British Film Institute i votada per professionals de la indústria. El 2005, la revista SFX va publicar una enquesta sobre les millors sèries de televisió britàniques de ciència-ficció, on el programa Doctor Who va aconseguir el primer lloc.
Les noves sèries han rebut el reconeixement de la crítica i del públic. El 2005, als Premis Nacionals de Televisió, Doctor Who va guanyar el premi al «Drama Més Popular», Christopher Eccleston, al d'«Actor Més Popular» i Billie Piper, el d'«Actriu Més Popular». La sèrie i Piper van tornar a guanyar els mateixos premis el 2006 i David Tennant, el desè Doctor, el d'«Actor Més Popular». Una escena de l'episodi The Doctor Dances va guanyar el «Moment d'Or» dels premis «Moments de TV del 2005» de la BBC, a més de guanyar les votacions al Millor Drama de la web BBC.co.uk el 2005. El programa també va guanyar el premi al Millor Drama de la revista Broadcast.
Doctor Who va ser nominat a la Millor Sèrie Dramàtica dels premis de la Royal Television Society el 2006, però va perdre davant de la sèrie Bodies. El programa també ha rebut diverses nominacions al Millor Drama, Millor Actor, Millor Actriu i Millor Guionista pels premis de la Broadcasting Press Guild del 2006, però no en va guanyar cap. Diversos episodis de la sèrie del 2005 van ser nominats per al Premi Hugo a la millor representació dramàtica de curta durada: Dàlek, Father's Day i l'episodi doble The Empty Child/The Doctor Dances. Dàlek i Father's Day van aconseguir el segon i el tercer lloc, respectivament.
El 27 de març del 2006, es va fer pública la preselecció de candidats per als Premis BAFTA, als que Doctor Who va estar nominat a la Millor Sèrie Dramàtica, Millor Guionista, Millor Director i Nou Talent. El 22 d'abril, el programa va guanyar cinc categories de 14 nominacions als BAFTA Cymru, dedicats a programes realitzats a Gal·les. El 7 de maig, es van anunciar els guanyadors del BAFTA i Doctor Who va guanyar el premi a la Millor Sèrie Dramàtica.